# Sidi Yahia al Gharb
Sidi Yahia al Gharb è una città del Marocco, nella provincia di Sidi Slimane, nella regione di Rabat-Salé-Kenitra. Fino al 2009 Sidi Slimane faceva parte della provincia di Kenitra.
La città è anche conosciuta come Sidi Yahia del Gharb, Sidi Yahia el Gharb,  Lisbonne, Sidi Yahya du Rharb, Sidi Yaya du Rhanb.